# Antonella Manzoni
Antonella Manzoni (* 9. Juli 1980 in Bellano) ist eine italienische Grasskiläuferin. Die neunfache Italienische Meisterin gehört dem Nationalteam des Italienischen Wintersportverbandes (FISI) an. Sie gewann bisher zwei Weltcuprennen und vier Medaillen bei Weltmeisterschaften.

## Karriere
Der erste internationale Erfolg gelang Manzoni bei der Juniorenweltmeisterschaft 1997 in Müstair, wo sie die Bronzemedaille im Super-G gewann. Im selben Jahr nahm sie, ebenfalls in Müstair, auch erstmals an einer Weltmeisterschaft in der Allgemeinen Klasse teil und belegte dabei den zwölften Platz im Super-G und Rang 13 im Riesenslalom. Bei der Junioren-WM 2000 im japanischen Nakoyama gewann sie die Silbermedaille im Super-G. Im Jahr 2001 verfehlte sie bei der Weltmeisterschaft in Forni di Sopra mit Platz vier im Slalom nur knapp die Medaillenränge. Bei den italienischen Meisterschaften 2003 in Lanzo d’Intelvi gewann sie alle vier Bewerbe. In den folgenden drei Jahren konnte sie weitere fünf italienische Meistertitel erringen.
Im Weltcup kam Manzoni mit einem dritten Platz im Riesenslalom von Nové Město na Moravě und weiteren zwei Top-10-Ergebnissen in der Saison 2003 erstmals unter die besten zehn in der Gesamtwertung. Auch in den beiden nächsten Jahren kam sie mit mehreren Podestplätzen unter die besten zehn im Gesamtweltcup. Bei der Weltmeisterschaft 2005 im iranischen Dizin gewann sie hinter der Österreicherin Ingrid Hirschhofer die Silbermedaille im Riesenslalom. Im Super-G wurde sie Vierte, im Slalom Zehnte und damit in der Kombination Neunte.

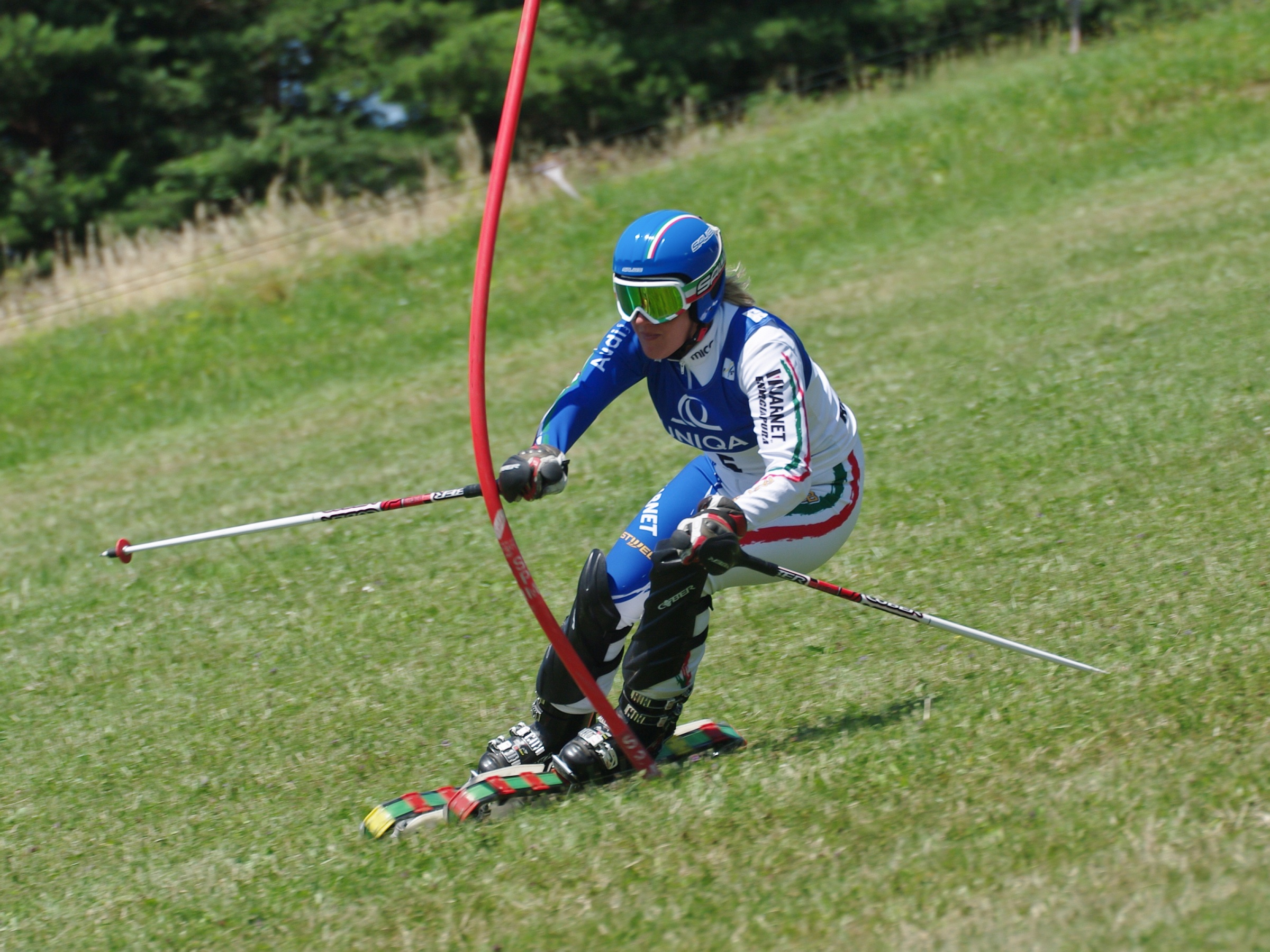
Antonella Manzoni im Slalom der FIS-Superkombination von Rettenbach im Juli 2011

In der Weltcupsaison 2006 blieb die Italienerin zwar ohne Podestplatz, mit Rang vier im Riesenslalom von České Petrovice und weiteren drei Top-10-Resultaten erreichte sie aber in der Endwertung den sechsten Platz und somit ihr bisher bestes Ergebnis im Gesamtweltcup. In der Saison 2007 feierte Manzoni zwei Siege im Riesenslalom und im Super-G von Dizin und in der Gesamtwertung belegte sie den siebenten Rang. Bei der Weltmeisterschaft 2007 gewann sie die Bronzemedaille im Super-G; in der Super-Kombination belegte sie zeitgleich mit der Deutschen Anna-Lena Büdenbender den achten Rang. Nur zwei Resultate (neunter Platz in der Super-Kombination von Rettenbach und fünfter Platz im Riesenslalom von Čenkovice) gelangen ihr in der Weltcupsaison 2008, weshalb sie im Gesamtklassement auf Rang elf zurückfiel. In der Saison 2009 kam Manzoni mit zwei Podestplätzen in der Super-Kombination von Wilhelmsburg und im Riesenslalom von Dizin auf Rang neun im Gesamtweltcup. Bei der Weltmeisterschaft 2009 in Rettenbach gewann sie die Silbermedaille im Super-G und Bronze im Riesenslalom. In der Super-Kombination belegte sie Platz vier.
In der Saison 2010 erreichte Manzoni einen Podestplatz im Weltcup, den zweiten Rang im Super-G von Dizin, und wurde Zehnte in der Gesamtwertung. Ebenfalls einen Podestplatz (dritter Rang im ersten Riesenslalom von San Sicario) und erneut den zehnten Gesamtrang erzielte sie in der Saison 2011. Ohne Podestplatz blieb sie bei der Weltmeisterschaft 2011 in Goldingen. Mit Platz vier im Super-G und in der Super-Kombination verfehlte sie zweimal die Medaillenränge nur knapp. Im Slalom wurde sie Achte, während sie im Riesenslalom im zweiten Durchgang ausschied. Im Jahr 2012 bestritt Manzoni keine Wettkämpfe.
Von 1996 bis 2002 nahm Manzoni auch an FIS-Rennen und den italienischen Meisterschaften im Alpinen Skisport teil, kam dabei aber nur drei Mal unter die besten 30.

## Erfolge

### Weltmeisterschaften
- Müstair 1997: 12. Super-G, 13. Riesenslalom
- Forni di Sopra 2001: 4. Slalom
- Dizin 2005: 2. Riesenslalom, 4. Super-G, 9. Kombination, 10. Slalom
- Olešnice v Orlických horách 2007: 3. Super-G, 9. Super-Kombination
- Rettenbach 2009: 2. Super-G, 3. Riesenslalom, 4. Super-Kombination
- Goldingen 2011: 4. Super-G, 4. Super-Kombination, 8. Slalom

### Juniorenweltmeisterschaften
(nur Podestplätze)
- Müstair 1997: 3. Super-G
- Nakoyama 2000: 2. Super-G

### Weltcup
- 6. Gesamtrang: 2006
- 7. Gesamtrang: 2005 und 2007
- 8. Gesamtrang: 2004
- 9. Gesamtrang: 2003 und 2009
- 10. Gesamtrang: 2010 und 2011
- Zwei Siege und weitere sieben Podestplätze

### Italienische Meisterschaften
- Manzoni ist neunfache Italienische Meisterin: 2× Slalom, 2× Riesenslalom, 3× Super-G und 2× Kombination